# Пахатник и бархатник
«Па́хатник и ба́рхатник» — повесть русского писателя Д. В. Григоровича, посвящённая противопоставлению тяжёлой жизни крепостных крестьянин и бездумному роскошному существованию их петербургского владельца. Опубликована в 1860 году в журнале «Современник» (том LXXXIV, №11, с. 5—82).
Повесть предваряется эпиграфом: «Не будет пахатника, не будет бархатника. Русская пословица». Пахатник в данном случае — это пахарь, то есть крестьянин; бархатник (человек в богатых бархатных одеждах) — их богатый владелец.

## Сюжет
Повесть разделена на две главы. В первой, «Пахатник», речь идёт о жизни крепостных крестьян деревни Антоновка. В центре сюжета находится пожилой крестьянин Карп, который живёт в покосившейся старой избе с семьёй сына. Карп давно присмотрел новый сруб и даже дал задаток за него Аксёну. Выплатить остальную сумму он рассчитывает осенью, когда продаст хлеб. В разгар летней страды, однако, его родственник Федот сообщает, что Аксён просит увеличить задаток, так как в ожидании выплаты всей суммы Карпом Аксён упускает других покупателей. У Карпа нет денег, потому что хлеб ещё не продан, и он вынужден отдать Аксёну в счёт избы своего меринка, с которым ему не хотелось расставаться. Вскоре после уборки хлеба приходит новость о том, что помещик требует выплатить оброк прямо сейчас, хотя обычно он сдаётся на несколько недель позже, ко дню Косьмы и Демьяна. Крестьяне устраивают сход и просят старосту Гаврилу попросить отсрочки у управляющего, однако тот возвращается ни с чем. Один из возмущённых крестьян, Филипп, сам едет к управляющему добиваться отсрочки, однако ему это также не удаётся. Поскольку хлеб только убран, цена на него очень невысока, и его приходится продать с убытком для себя, чтобы заплатить деньги за оброк. Карп вынужден продать хлеб Никанору — местному фабриканту и скупщику, который, хотя и сам раньше был крепостным, назначает за хлеб очень низкую цену, зная, что положение крестьян безвыходное. В результате у Карпа не остаётся хлеба на продажу осенью, и он не может собрать пятьдесят рублей, чтобы окончательно выкупить сруб. Покупку новой избы приходится отменить, и во время дождей Карпу с сыном приходится снова латать избу соломой.
Во второй главе «Бархатник» показан холостой молодой дворянин Аркадий Андреевич Слободской, живущий в центре Петербурга на Малой Морской. Именно он является владельцем Антоновки и множества других деревень, и с нетерпением ожидает поступления денег оттуда. Описан один день из его жизни: дома он разговаривает с навещающими его приятелями, в основном об актрисах и предстоящем визите в театр, затем выезжает, покупает ненужного ему пони и заказывает новый кабриолет, затем посещает замужнюю любовницу, с которой хочет расстаться. Наконец, вечером он едет в театр, чтобы посмотреть первое представление юной балерины Фанни, которой он увлечён. К ногам Фанни падают два букета белых камелий, купленный Слободским. Как сообщает автор, букеты эти стоили пятьдесят рублей — «кто знает, может быть те самые пятьдесят рублей, добытие которых произвело (если помнит читатель) целую драму в семействе старого Карпа из Антоновки...».

## Критика
Литературовед Анна Журавлёва отмечает, что, как и в повести «Гуттаперчевый мальчик», в «Пахатнике и бархатнике» Григорович использует свой  излюбленный «прямолинейный, чисто очерковый подход к материалу с эпическим, не подносящим никаких неожиданностей сюжетом, и, главное, параллельность повествования»: «Бархатник Аркадий Андреич Слободской может не знать и не знает ничего о пахатнике деде Карпе, но он не может не притеснять его, не приносить ему бедствия — и приносит их».
И Анна Журавлёва, и Лидия Лотман находят в повести связь с творчеством Льва Толстого. Так, по мнению Лотман, повествование в «Казаках» Толстой начинает «в духе своих будущих знаменитых противопоставлений, но вместе с тем и в манере, близкой к Григоровичу (повесть „Пахатник и бархатник“)». Журавлёва пишет о том, что Толстой, в юности восхищавшийся «Антоном-Горемыкой» Григоровича, в годы написания «Пахатника и бархатника» — «уже известный писатель, автор не только „Севастопольских рассказов“, но и трилогии, он коллега Григоровича по „Современнику“», и при этом «„Пахатник и бархатник“ кажется нам сейчас ортодоксальнейшей толстовской вещью — разве что написанной не в выраженной толстовской манере».